# Грчка на Светском првенству у атлетици на отвореном 2017.
Грчка је на Светском првенству у атлетици на отвореном 2017. одржаном у Лондону од 4. до 13. августа учествовала шеснаести пут, односно учествовала је на свим првенствима до данас. Репрезентацију Грчке је представљало 19 учесника (8 мушкараца и 11 жена) који су се такмичили у 17 дисциплина (8 мушких и 9 женских).,
На овом првенству Грчка је по броју освојених медаља делила 23. место са једном медаљом (злато). У табели успешности према броју и пласману такмичара који су учествовали у финалним такмичењима (првих 8 такмичара) Грчка је са 2 учесника у финалу заузела 34. место са 11 бодова.
| Плас. | Земља | 1. место | 2. место | 3. место | 4. место | 5. место | 6. место | 7. место | 8. место | Бр. финал. | Бод. |
| ----- | ----- | -------- | -------- | -------- | -------- | -------- | -------- | -------- | -------- | ---------- | ---- |
| 34.   | Грчка | 1        | 0        | 0        | 0        | 0        | 1        | 0        | 0        | 2          | 11   |

## Учесници
| Мушкарци: - Ликургос-Стефанос Цаконас — 200 м - Костадинос Дувалидис — 110 м препоне - Александрос Папамихаил — Ходање 20 км - Емануил Каралис — Скок мотком - Милтијадис Тентоглу — Скок удаљ - Димитриос Цијамис — Троскок - Михаил Анастасакис — Бацање кладива - Јоанис Киријазис — Бацање копља | Жене: - Марија Белибаски — 200 м - Ирини Василиоу — 400 м - Gloria Privilétzio — Маратон - Уранија Ребули — Маратон - Антигони Дрисбиоти — Ходање 20 км - Деспина Запониду — Ходање 20 км - Татјана Гоусин — Скок увис - Екатарини Стефаниди — Скок мотком - Хаидо Алексоули — Скок удаљ - Параскеви Папахристу — Троскок - Хрисоула Анагностопоулоу — Бацање диска |

## Освајачи медаља (1)

### Злато (1)
- Екатарини Стефаниди — Скок мотком

## Резултати

### Мушкарци
| Атлетичар                 | Дисциплина     | Лични рекорд | Квалификације | Квалификације | Полуфинале           | Полуфинале           | Финале                | Финале       | Детаљи                                      |
| Атлетичар                 | Дисциплина     | Лични рекорд | Резултат      | Место         | Резултат             | Место                | Резултат              | Место        | Детаљи                                      |
| ------------------------- | -------------- | ------------ | ------------- | ------------- | -------------------- | -------------------- | --------------------- | ------------ | ------------------------------------------- |
| Ликургос-Стефанос Цаконас | 200 м          | 20,09        | 20,37 КВ      | 3. у гр. 6    | 20,73                | 6. у гр. 3           | Није се квалификовао  | 21 / 46 (50) | Архивирано на веб-сајту (2. септембар 2017) |
| Костадинос Дувалидис      | 110 м препоне  | 13,33 НР     | 13,62         | 6. у гр. 3    | Није се квалификовао | Није се квалификовао | Није се квалификовао  | 28 / 39 (41) |                                             |
| Александрос Папамихаил    | 20 км ходање   | 1:21:12 НР   |               |               |                      |                      | 1:23:56               | 42 / 58 (64) | Архивирано на веб-сајту (13. април 2018)    |
| Емануил Каралис           | Скок мотком    | 5,71д        | 5,45          | 12. у гр А    |                      |                      | Нису се квалификовали | 21 / 26 (30) | Архивирано на веб-сајту (19. април 2018)    |
| Милтијадис Тентоглу       | Скок удаљ      | 8,30         | 7,79          | 9. у гр Б     | 19 / 31 (32)         |                      | Нису се квалификовали |              |                                             |
| Димитриос Цијамис         | Троскок        | 17,55        | 16,06         | 14. у гр Б    | 28 / 30 (31)         |                      | Нису се квалификовали |              |                                             |
| Михаил Анастасакис        | Бацање кладива | 77,72        | 70,94         |               | 28 / 32              |                      | Нису се квалификовали |              |                                             |
| Јоанис Киријазис          | Бацање копља   | 88,01        | 84,60 КВ      | 4. у гр Б     | 84,52                | 6 / 31 (32)          |                       |              |                                             |

### Жене
| Атлетичарка              | Дисциплина   | Лични рекорд | Квалификације      | Квалификације      | Полуфинале            | Полуфинале   | Финале                | Финале        | Детаљи                                   |
| Атлетичарка              | Дисциплина   | Лични рекорд | Резултат           | Место              | Резултат              | Место        | Резултат              | Место         | Детаљи                                   |
| ------------------------ | ------------ | ------------ | ------------------ | ------------------ | --------------------- | ------------ | --------------------- | ------------- | ---------------------------------------- |
| Марија Белибаски         | 200 м        | 23,00        | 23,16 КВ           | 3. у гр. 1         | 23,21 (.208)          | 5. у гр. 3   | Нису се квалификовале | 17 / 46 (49)  | Архивирано на веб-сајту (19. април 2018) |
| Ирини Василиоу           | 400 м        | 51,84        | 52,61 КВ           | 2. у гр. 1         | 53,27                 | 8. у гр. 2   | Нису се квалификовале | 22 / 48 (49)  |                                          |
| Gloria Privilétzio       | Маратон      | 2:45:19      |                    |                    |                       |              | 2:57:06               | 71 / 78 (100) |                                          |
| Уранија Ребули           | Маратон      | 2:39:52      | Није завршила трку | Није завршила трку |                       |              |                       |               |                                          |
| Антигони Дрисбиоти       | 20 км ходање | 1:30:56      | 1:32:03 ЛРС        | 24 / 78 (100)      |                       |              |                       |               |                                          |
| Деспина Запониду         | 20 км ходање | 1:29:35      | Није завршила трку | Није завршила трку |                       |              |                       |               |                                          |
| Татјана Гоусин           | Скок увис    | 1,91         | 1,85               | 13. у гр. А        |                       |              | Није се квалификовала | 26 / 29 (30)  |                                          |
| Екатарини Стефаниди      | Скок мотком  | 4,90 д, НР   | 4,60               | 1. у гр. Б         | 5,02 СРС, НР, ЛР      |              |                       |               |                                          |
| Хаидо Алексоули          | Скок удаљ    | 6,78         | 5,94               | 12. у гр. Б        | Нису се квалификовале | 26 / 30      |                       |               |                                          |
| Параскеви Папахристу     | Троскок      | 14,73        | 13,75              | 9. у гр. А         | Нису се квалификовале | 20 / 26      |                       |               |                                          |
| Хрисоула Анагностопоулоу | Бацање диска | 61,53        | 56,91              | 10. у гр. А        | Нису се квалификовале | 22 / 29 (30) |                       |               |                                          |